# Pallamano ai Giochi della XXIII Olimpiade
I tornei olimpici di pallamano dei Giochi di Los Angeles si sono svolti tra il 31 luglio e l'11 agosto 1984.
Le gare sono state ospitate dalla Titan Gymnasium dell'università statale della California a Fullerton. Nonostante la pallamano non fosse molto conosciuta negli Stati Uniti, le partite della fase a gironi dei due tornei videro una notevole affluenza, così che gli organizzatori decisero di convertire alla pallamano il The Forum, impianto sportivo di Inglewood sede dei tornei di pallacanestro, per la finale per l'assegnazione della medaglia d'oro del torneo maschile, alla quale assistettero circa 13 000 spettatori.
Hanno preso parte al torneo 12 formazioni maschili e 6 formazioni femminili.
Sia il torneo maschile sia il torneo femminile sono stati vinti dalla Jugoslavia.

## Calendario
| Pallamano ai Giochi della XXIII Olimpiade | Pallamano ai Giochi della XXIII Olimpiade | Pallamano ai Giochi della XXIII Olimpiade | Pallamano ai Giochi della XXIII Olimpiade | Pallamano ai Giochi della XXIII Olimpiade | Pallamano ai Giochi della XXIII Olimpiade | Pallamano ai Giochi della XXIII Olimpiade | Pallamano ai Giochi della XXIII Olimpiade | Pallamano ai Giochi della XXIII Olimpiade | Pallamano ai Giochi della XXIII Olimpiade | Pallamano ai Giochi della XXIII Olimpiade | Pallamano ai Giochi della XXIII Olimpiade | Pallamano ai Giochi della XXIII Olimpiade | Pallamano ai Giochi della XXIII Olimpiade |
| Lug/Ago'84                                | 31                                        | 1                                         | 2                                         | 3                                         | 4                                         | 5                                         | 6                                         | 7                                         | 8                                         | 9                                         | 10                                        | 11                                        | Totale                                    |
| ----------------------------------------- | ----------------------------------------- | ----------------------------------------- | ----------------------------------------- | ----------------------------------------- | ----------------------------------------- | ----------------------------------------- | ----------------------------------------- | ----------------------------------------- | ----------------------------------------- | ----------------------------------------- | ----------------------------------------- | ----------------------------------------- | ----------------------------------------- |
| Uomini                                    | 1ºT                                       |                                           | 1ºT                                       |                                           | 1ºT                                       |                                           | 1ºT                                       |                                           | 1ºT                                       |                                           | Pia                                       | Fin                                       | 1                                         |
| Donne                                     |                                           | GU                                        |                                           | GU                                        |                                           | GU                                        |                                           | GU                                        |                                           | GU                                        |                                           |                                           | 1                                         |
| Totale                                    |                                           |                                           |                                           |                                           |                                           |                                           |                                           |                                           |                                           | 1                                         |                                           | 1                                         | 2                                         |

| Gironi preliminari | Piazzamenti | Girone unico | Finali |

## Squadre partecipanti

### Torneo maschile
|                                   | Data                       | Sede           | Posti | Qualificate                                                 |
| --------------------------------- | -------------------------- | -------------- | ----- | ----------------------------------------------------------- |
| Paese organizzatore               |                            |                | 1     | Stati Uniti                                                 |
| Campionato mondiale 1982          | 23 febbraio - 7 marzo 1982 | Germania Ovest | 6     | Jugoslavia Danimarca Romania Germania Ovest Spagna Giappone |
| Campionato mondiale B 1983        | 25 febbraio - 6 marzo 1983 | Paesi Bassi    | 2 3   | Svezia Svizzera Islanda                                     |
| Torneo di qualificazione asiatico | 12-20 novembre 1983        | Giappone       | 1     | Corea del Sud                                               |
| Campionato panamericano 1983      | 14-22 gennaio 1984         | Stati Uniti    | 1 0   | -                                                           |
| Campionato africano 1983          | 22-31 luglio 1983          | Egitto         | 1     | Algeria                                                     |
| Totale                            |                            |                | 12    |                                                             |

### Torneo femminile
|                            | Data               | Sede     | Posti | Qualificate              |
| -------------------------- | ------------------ | -------- | ----- | ------------------------ |
| Paese organizzatore        |                    |          | 1     | Stati Uniti              |
| Campionato mondiale 1982   | 2-12 dicembre 1982 | Ungheria | 4 2   | Jugoslavia Corea del Sud |
| Torneo di qualificazione   |                    |          | 1     | Cina                     |
| Campionato mondiale B 1983 | 7-15 dicembre 1983 | Polonia  | 2     | Germania Ovest Austria   |
| Totale                     |                    |          | 6     |                          |

Hanno partecipato complessivamente 259 atleti di cui 177 uomini e 82 donne, provenienti da 14 nazioni differenti (12 nazionali maschili e 6 nazionali femminili):
- Algeria: 15 (uomini: 15, donne: 0)
- Austria: 15 (uomini: 0, donne: 15)
- Cina: 13 (uomini: 0, donne: 13)
- Danimarca: 14 (uomini: 14, donne: 0)
- Germania Ovest: 28 (uomini: 15, donne: 13)
- Islanda: 15 (uomini: 15, donne: 0)
- Giappone: 15 (uomini: 15, donne: 0)
- Romania: 15 (uomini: 15, donne: 0)
- Corea del Sud: 15 (uomini: 15, donne: 13)
- Spagna: 15 (uomini: 15, donne: 0)
- Svezia: 15 (uomini: 15, donne: 0)
- Svizzera: 15 (uomini: 15, donne: 0)
- Stati Uniti: 15 (uomini: 14, donne: 13)
- Jugoslavia: 15 (uomini: 14, donne: 15)

## Risultati in dettaglio

### Torneo maschile
| Pos | Squadre        |
| --- | -------------- |
|     | Jugoslavia     |
|     | Germania Ovest |
|     | Romania        |
| 4   | Danimarca      |
| 5   | Svezia         |
| 6   | Islanda        |
| 7   | Svizzera       |
| 8   | Spagna         |
| 9   | Stati Uniti    |
| 10  | Giappone       |
| 11  | Corea del Sud  |
| 12  | Algeria        |

### Torneo femminile
| Pos | Squadre        |
| --- | -------------- |
|     | Jugoslavia     |
|     | Corea del Sud  |
|     | Cina           |
| 4   | Germania Ovest |
| 5   | Stati Uniti    |
| 6   | Austria        |

## Podi
| Evento           | Oro        | Argento        | Bronzo  |
| Torneo maschile  | Jugoslavia | Germania Ovest | Romania |
| Torneo femminile | Jugoslavia | Corea del Sud  | Cina    |

## Medagliere
| Posizione | Paese          |   |   |   | Totale |
| --------- | -------------- | - | - | - | ------ |
| 1         | Jugoslavia     | 2 | 0 | 0 | 2      |
| 2         | Germania Ovest | 0 | 1 | 0 | 1      |
| 2         | Corea del Sud  | 0 | 1 | 0 | 1      |
| 4         | Romania        | 0 | 0 | 1 | 1      |
| 4         | Cina           | 0 | 0 | 1 | 1      |
| Totale    | Totale         | 2 | 2 | 2 | 6      |